# Sapin de Nordmann
Abies nordmanniana
Pour les articles homonymes, voir Nordmann.
Espèce
Classification phylogénétique
Statut de conservation UICN

 LC  : Préoccupation mineure
Le Sapin de Nordmann (Abies nordmanniana) est une espèce d'arbres conifères de la famille des Pinacées. Il est originaire des montagnes du Caucase occidental et de la Chaîne pontique où il constitue des massifs forestiers importants. Proche du Sapin blanc européen, il s'en distingue par son port et par une disposition des aiguilles sur plusieurs plans. En Europe, cette espèce est très utilisée comme sapin de Noël car ses aiguilles résistent à la chaleur des habitations.

## Taxonomie
Cette espèce est décrite pour la première fois en 1838 sous le nom Pinus nordmanniana par le botaniste suédois sujet de l'empire russe Christian von Steven. Le botaniste français Édouard Spach recombine l'espèce dans le genre Abies en 1841 dans son Histoire naturelle des végétaux Phanérogames.
L'épithète spécifique nordmanniana se réfère à Alexander von Nordmann, botaniste suédophone finlandais, sujet de l'Empire russe, qui découvre cet arbre « lors d'un voyage périlleux en Colchide » en 1836 dans l'actuelle Géorgie. Alors qu'il enseigne l'Histoire naturelle à Odesa, aujourd'hui en Ukraine, il l'introduit en horticulture en 1838,,.
Cette espèce porte en français les noms vulgarisés et normalisés « Sapin de Nordmann,,,, », « Sapin du Caucase,,,, » et « Sapin de Crimée,, ». La sous-espèce Abies nordmanniana subsp. equi-trojani est nommée en français « Sapin de Turquie », « Sapin de Bornmüller » et « Sapin de la mer noire ».

### Synonymie
Abies nordmanniana a pour synonymes :
- Picea nordmanniana (Steven) Loudon[10]
- Pinus nordmanniana Steven[10]
- Abies cephalonica var. greaca (Fraas) T.S.Liu[5]
- Abies leioclada Steven ex Godr[5],[4].

## Description

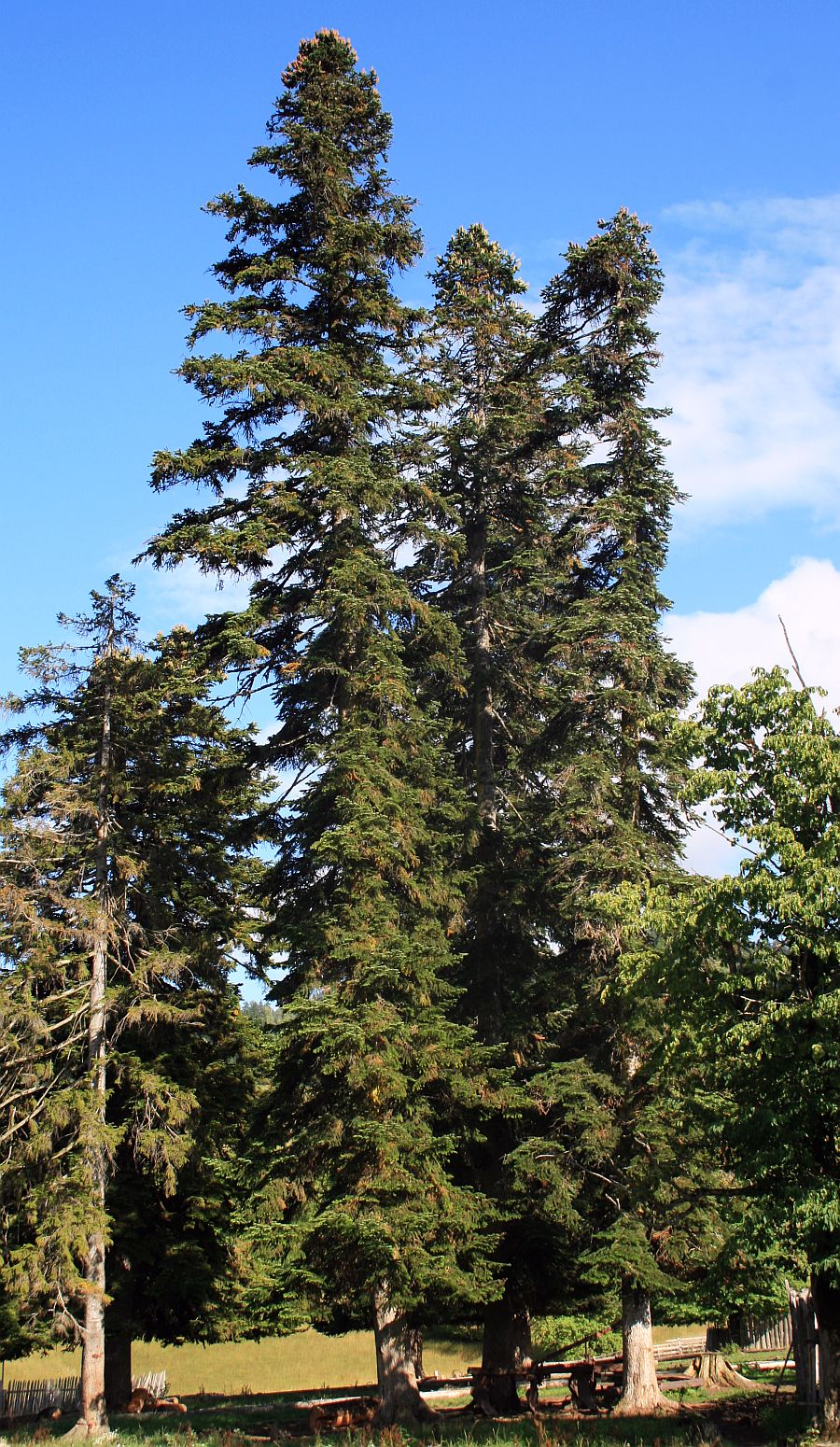
Sapin de Nordmann en Géorgie.

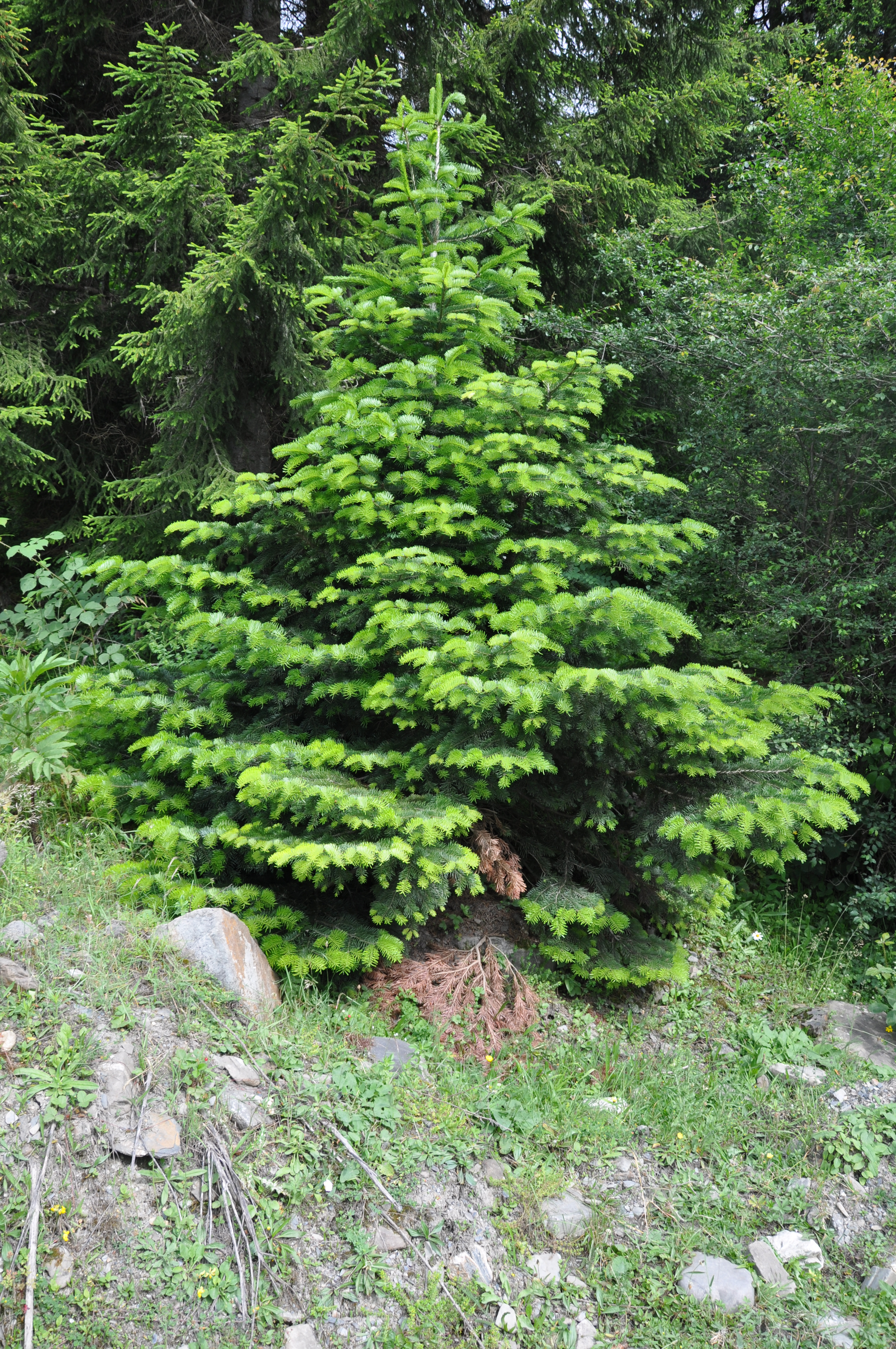
Jeune Sapin de Nordmann.

Le Sapin de Nordmann est un grand arbre, au tronc droit et aux branches basses très étalées, pouvant atteindre plus de 50 mètres de haut. Le diamètre du tronc à hauteur d'homme mesure à maturité de 1,5 à 2 mètres. En culture, il ne dépasse généralement pas les 30 mètres de haut. Son tronc monopode et cylindrique est droit et sa couronne est large, conique ou pyramidale, les vieux sujets ayant souvent un port columnaire. L'écorce des jeunes arbres est lisse et grise alors qu'elle est gris-brun noirâtre, rugueuse, faiblement et tardivement crevassée chez les arbres âgés. Les branches de premier ordre sont étalées et ascendantes dans la partie supérieure de la couronne, les branches de second ordre sont étalées horizontalement, s'élevant près de la cime. Quant aux rameaux, ils sont minces, fermes, bruns à brun olive clair, striés et rainurés, ornés d'une pubescence brune dans les rainures et de cicatrices foliaires circulaires et claires,,.
Les bourgeons végétatifs sont ovoïdes, à sommet pointu, mesurant 6 mm de long sur 5 mm de large, non résineux. Leurs écailles sont ovales, aiguës, carénées et à bords laciniés, rouge-brun, persistant plusieurs années. Les feuilles sont des aiguilles linéaires disposées en brosse spiralée et rabattues vers l'extrémité du rameau, pectinées en dessous, mesurant 20 à 30 mm de long pour 1,5 à 2,5 mm de large, fortement tordues à la base, aplaties, parfois avec des bords légèrement révolus, rainurées au-dessus, lustrées vert foncé au-dessus, possédant deux bandes vert blanchâtre de stomates en dessous, séparées par une nervure médiane distincte. Leur extrémité est tronquée, échancrée et non piquante,,. 
Les cônes mâles producteurs de pollen sont serrés, pendants, jaunâtres et mesurent 1 à 2 cm de long. Les cônes femelles, producteurs de graines, sont dressés, souvent regroupés, courts et pédonculés, ovoïdes-cylindriques, à l'apex pointu et souvent papilliforme, verdâtres à l'état immature, devenant brun clair à l'extérieur, brun rougeâtre à l'intérieur et mesurant à complète maturité 12 à 16 cm de long pour 4 à 5,5 cm de large. La bractée dépassant des écailles est saillante et réfléchie. Les graines se désarticulent progressivement du cône à partir de l'automne, son rachis, étroitement conique et brun foncé, persistant l'hiver,,. 
Les graines cunéiformes brun fauve et brillantes, mesurent 10 à 12 mm de long pour 7 à 8 mm de large. Les écailles recouvrant les graines sont flabellées ou cyathiformes. Leur surface est lisse, légèrement striée et pubescente. Les ailes des graines sont également cunéiformes, à bord arrondi, colorées de brun violacé clair à rose, devenant brun fauve et mesurant 15 à 18 mm de long pour 15 mm de large,. 

Parties végétatives du Sapin de Nordmann
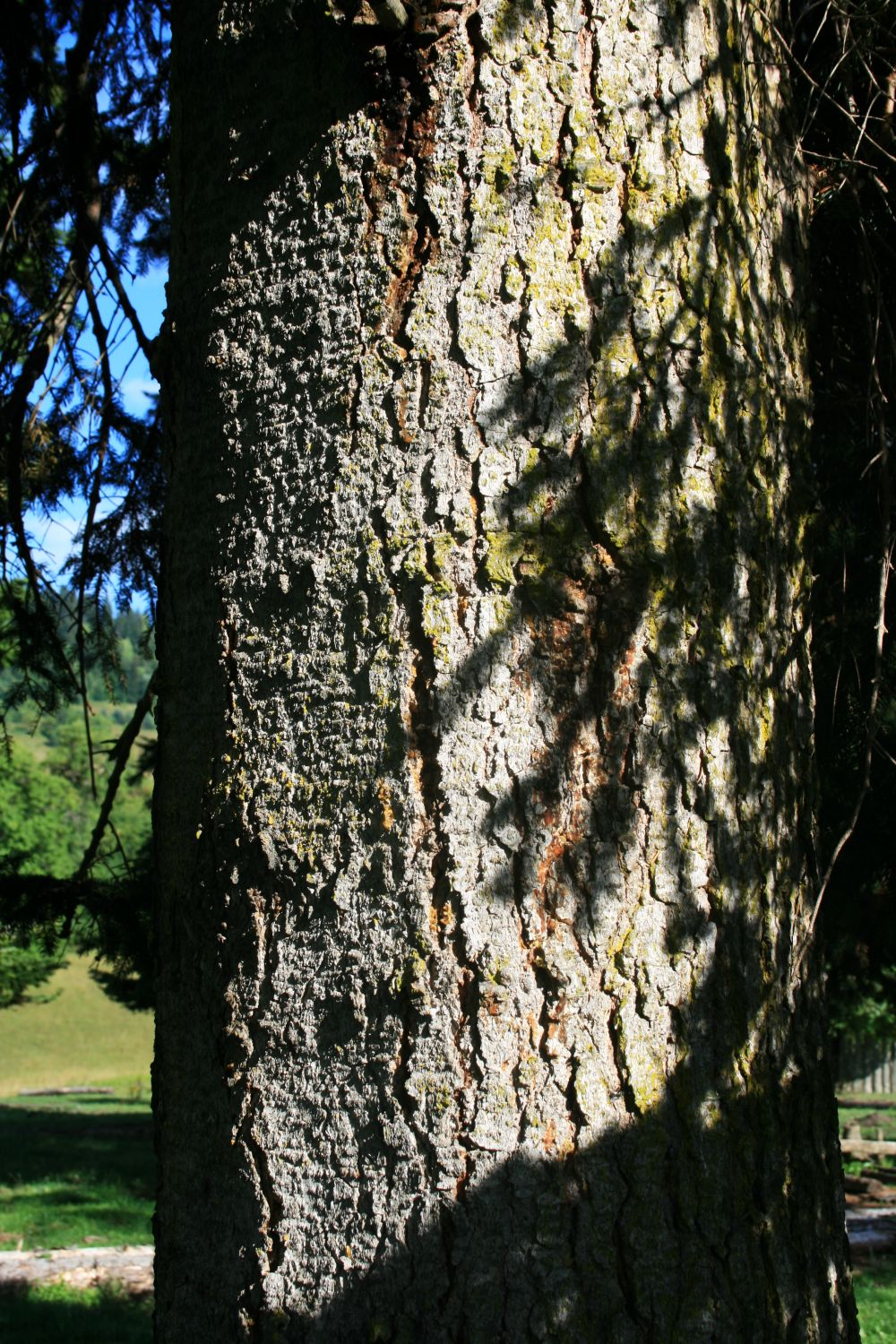
Écorce.
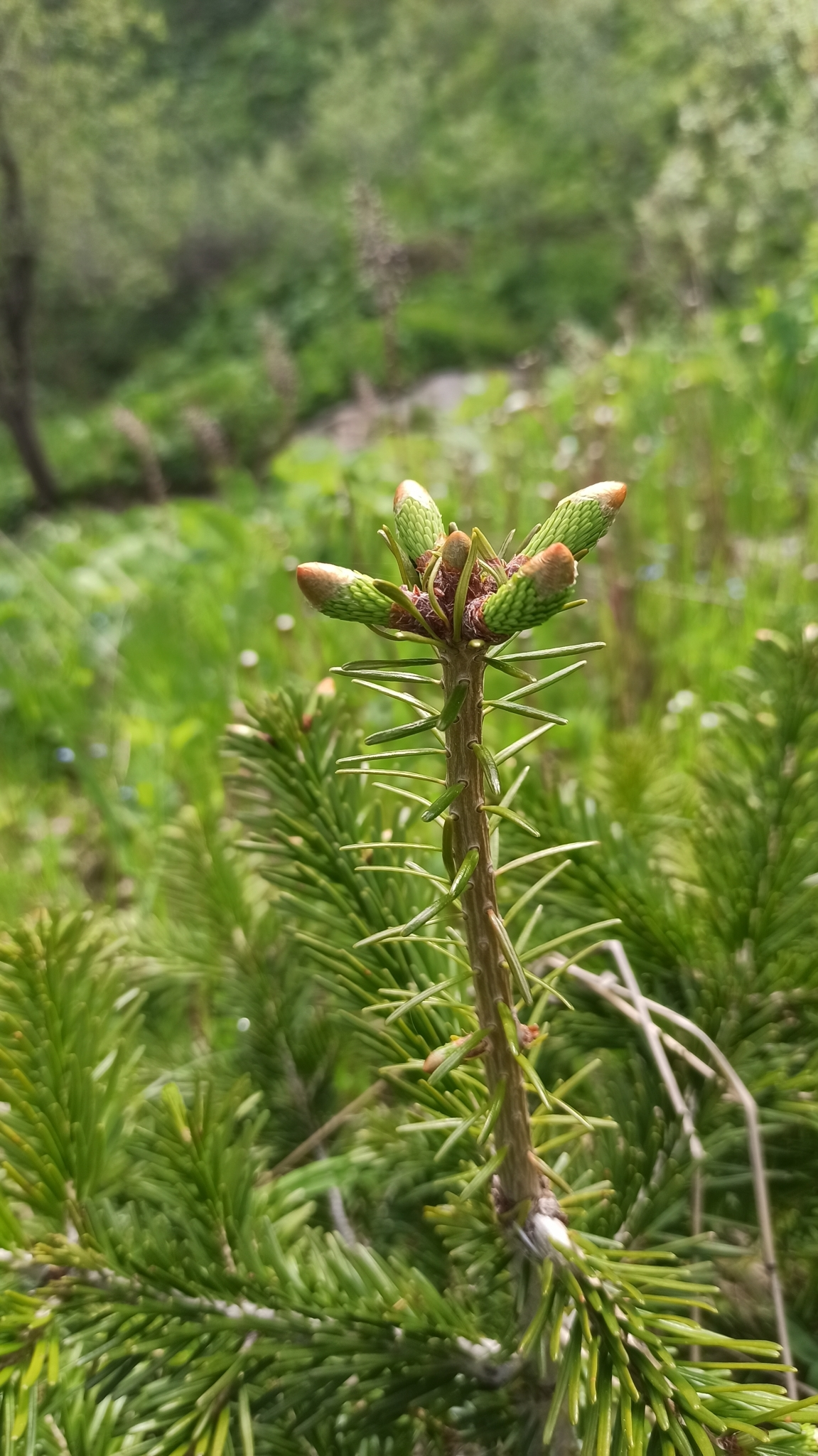
Bourgeons apicaux.
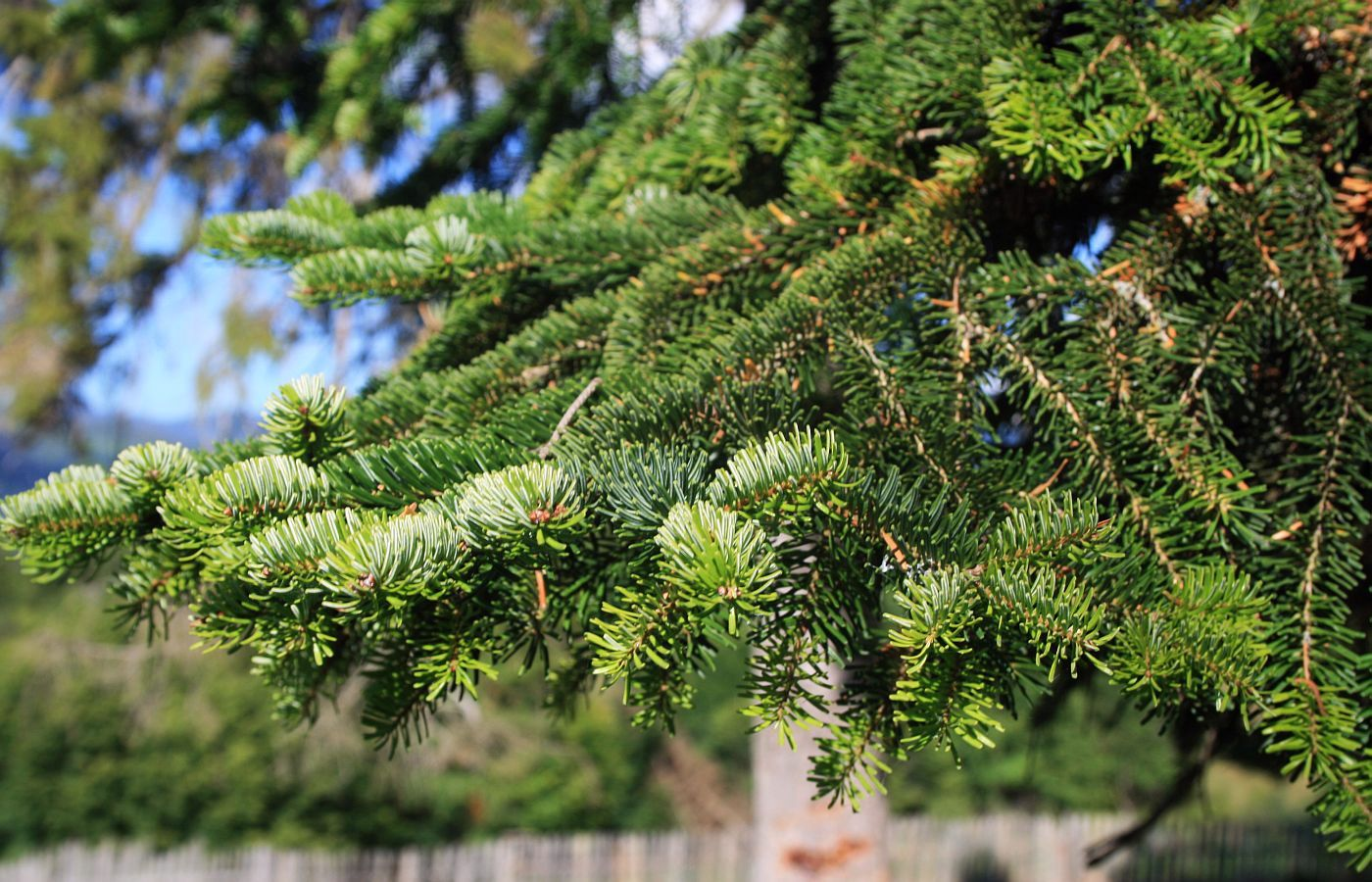
Feuillage.
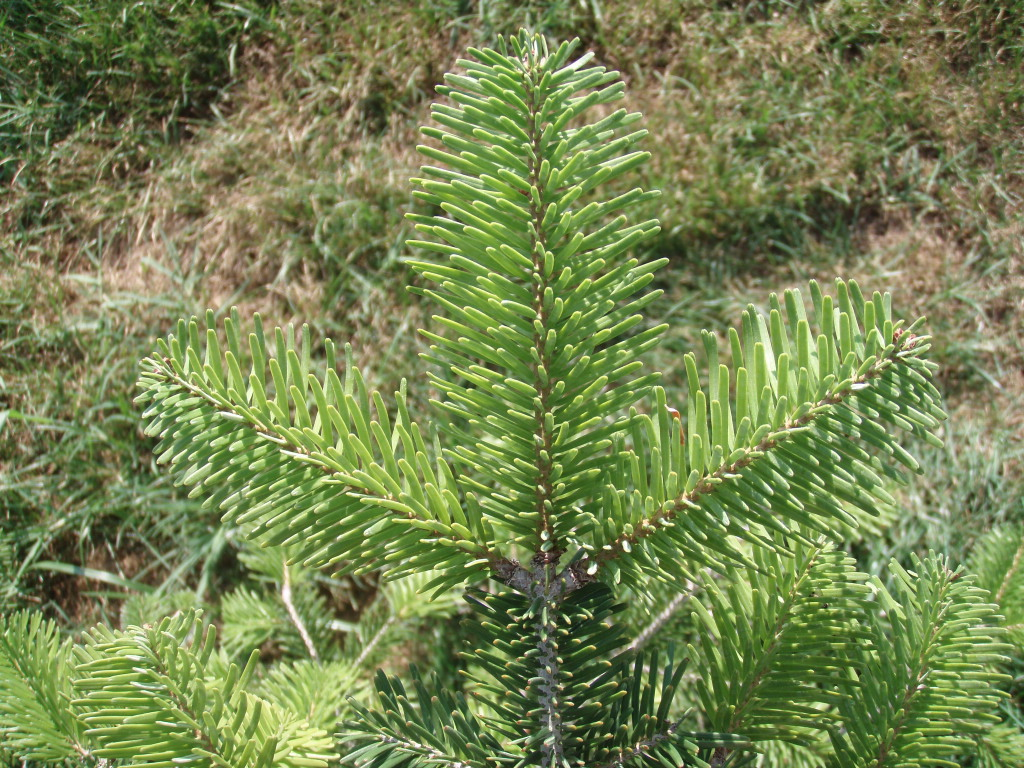
Recto d'un rameau.
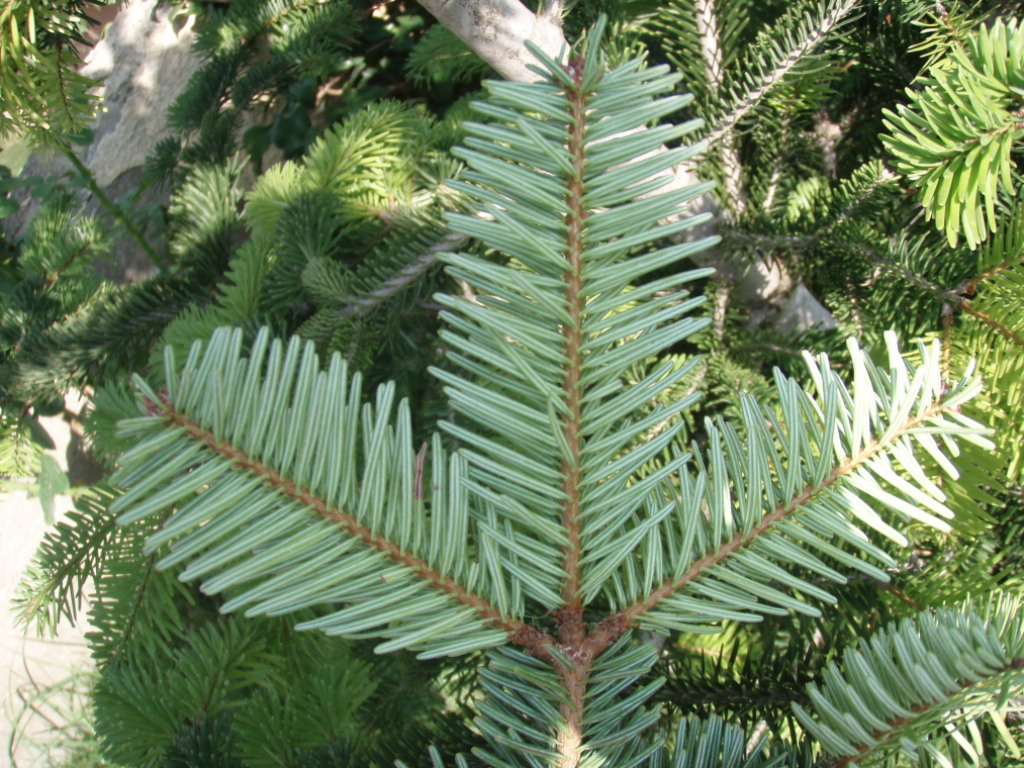
Verso d'un rameau.
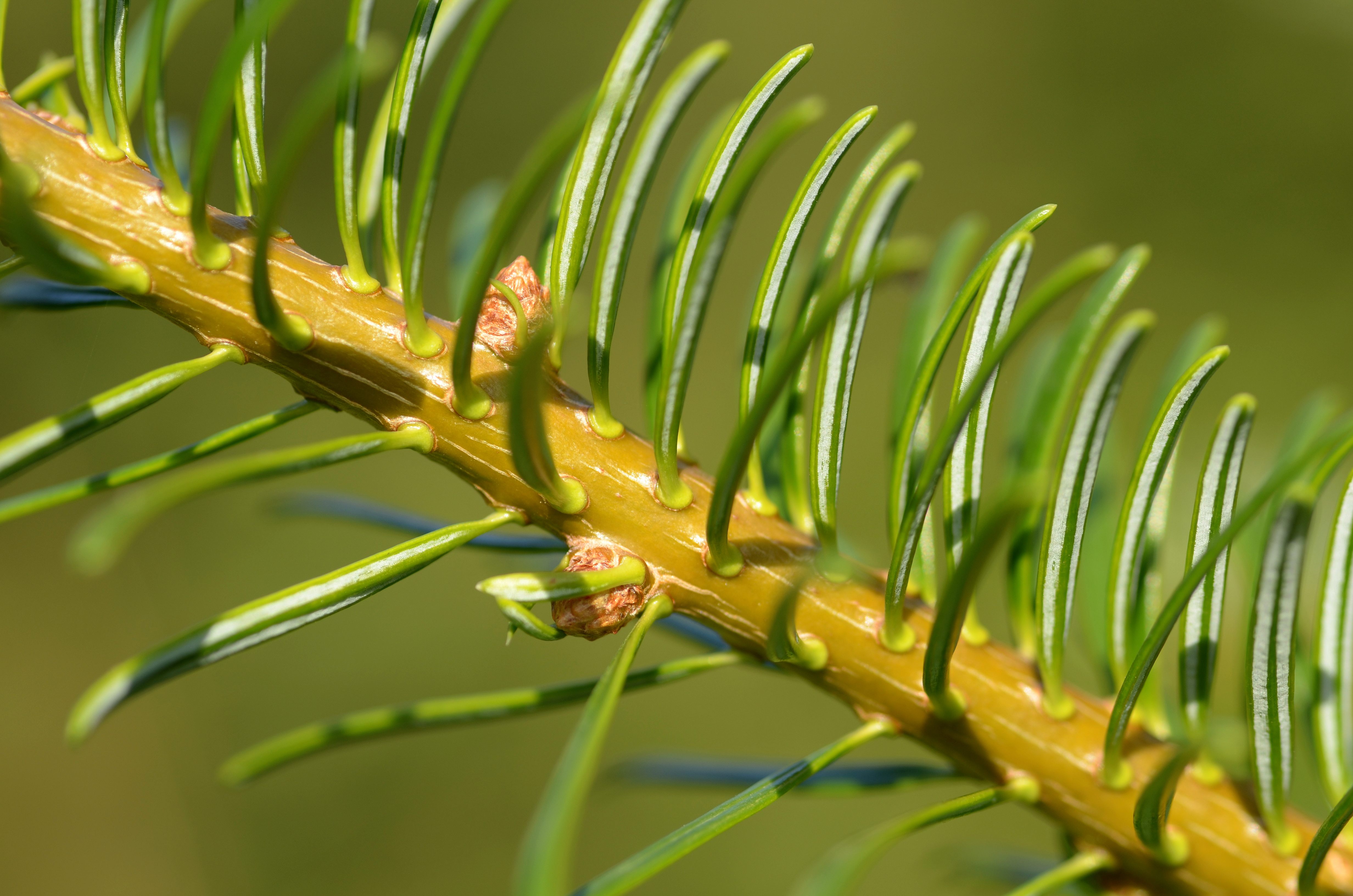
Aiguilles et bourgeons axiaux.

Parties sexuées du Sapin de Nordmann
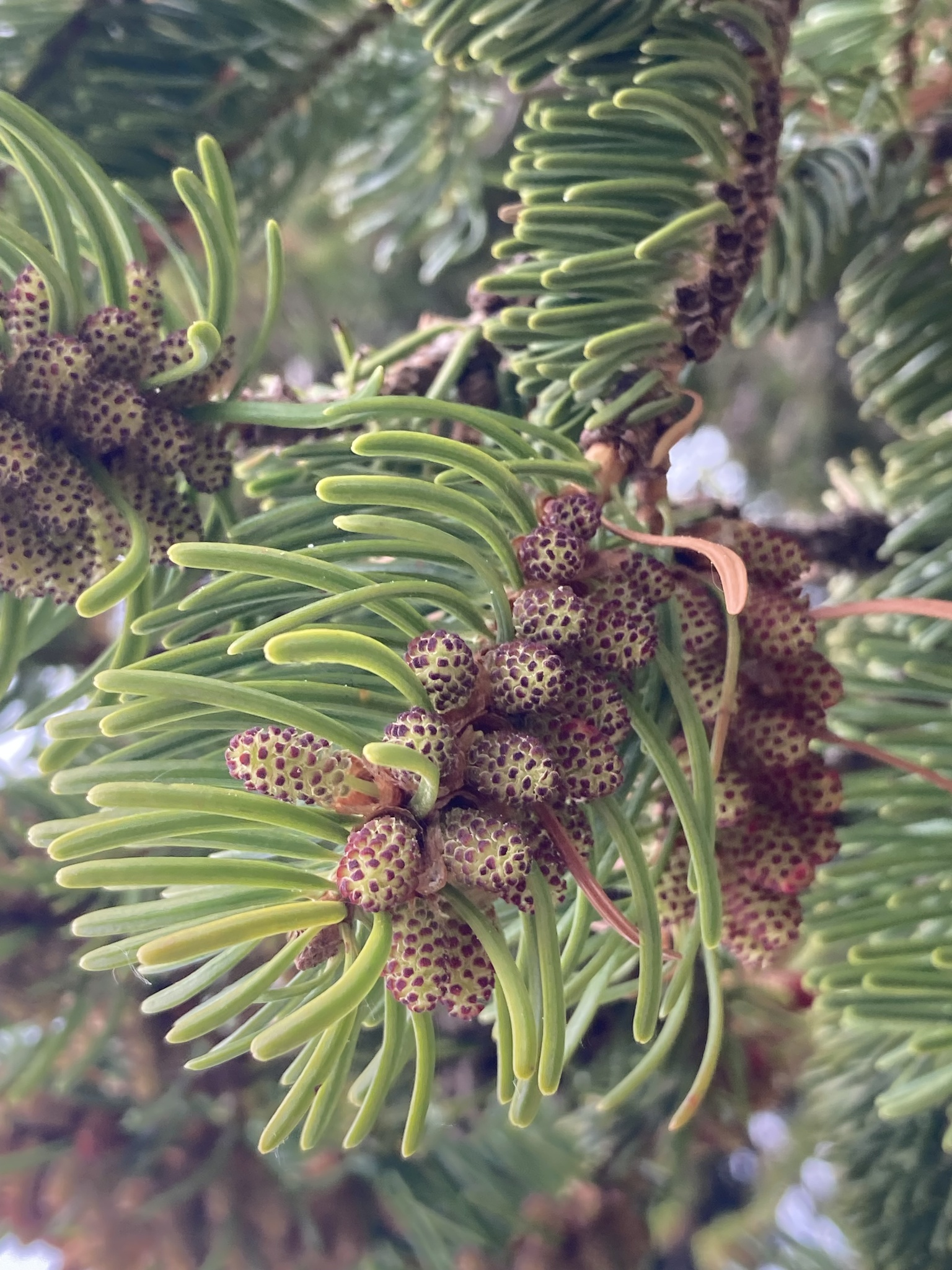
Cônes mâles produisant du pollen.
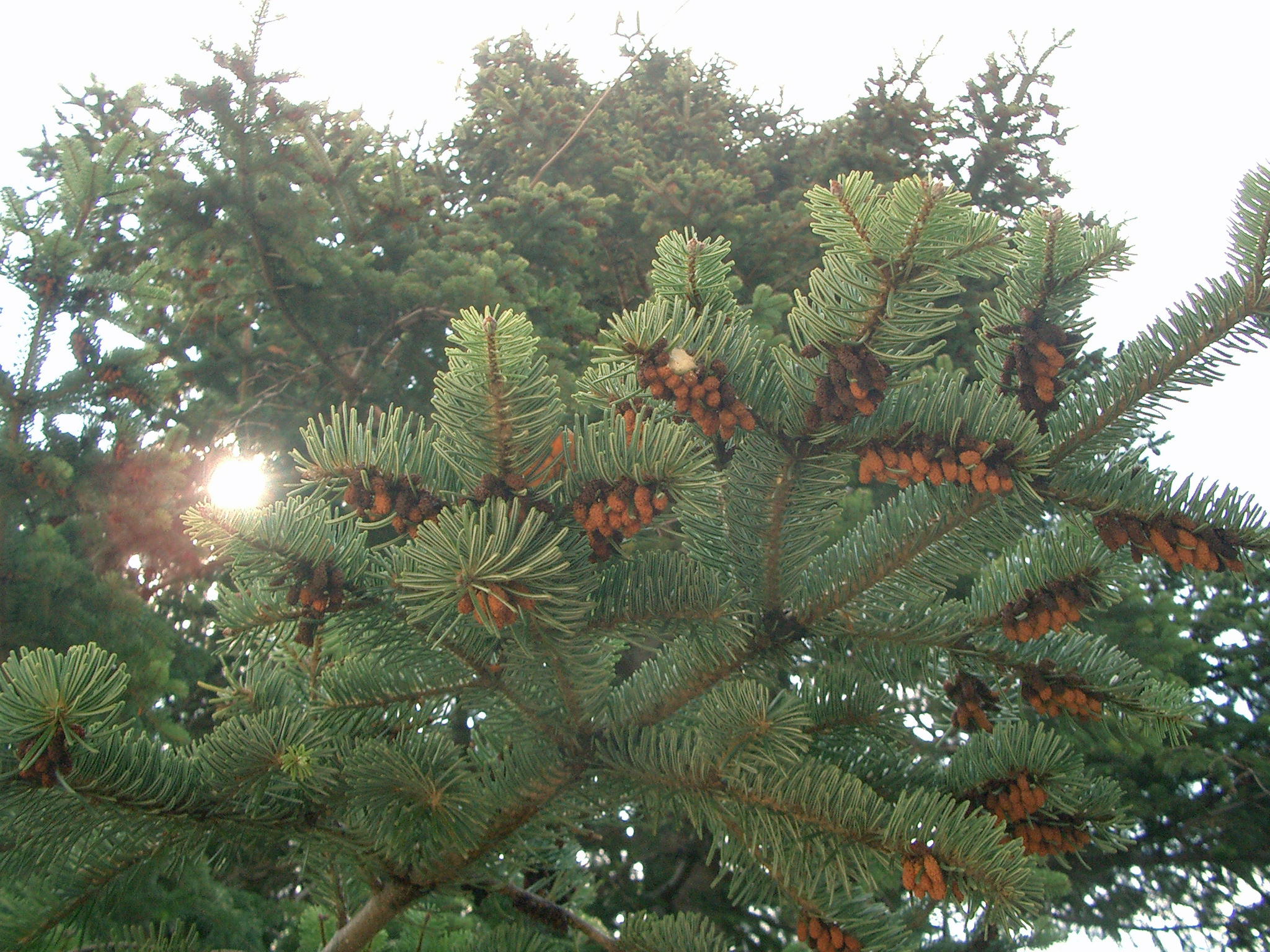
Cônes mâles vieillissants.
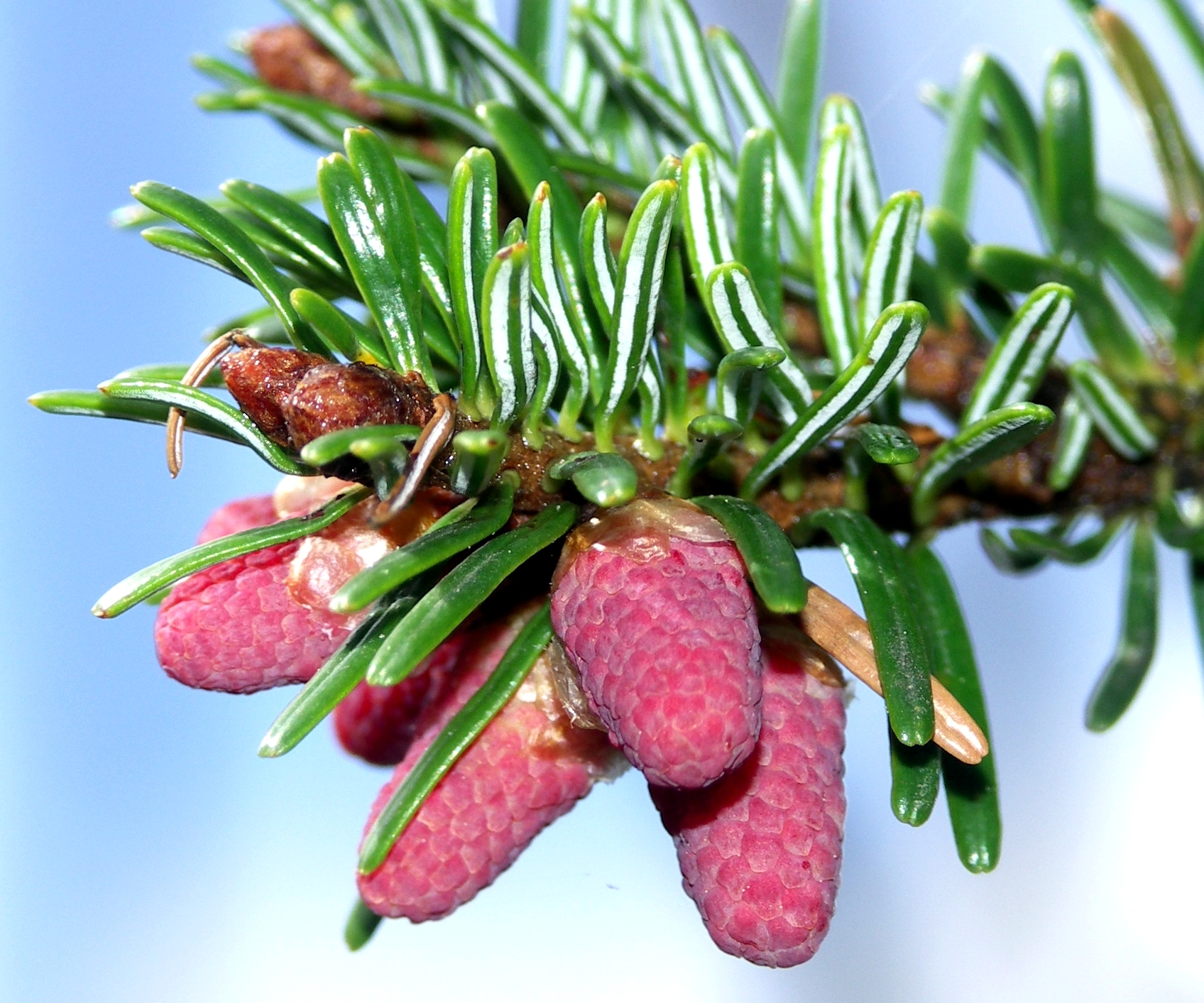
Cônes femelles en floraison.
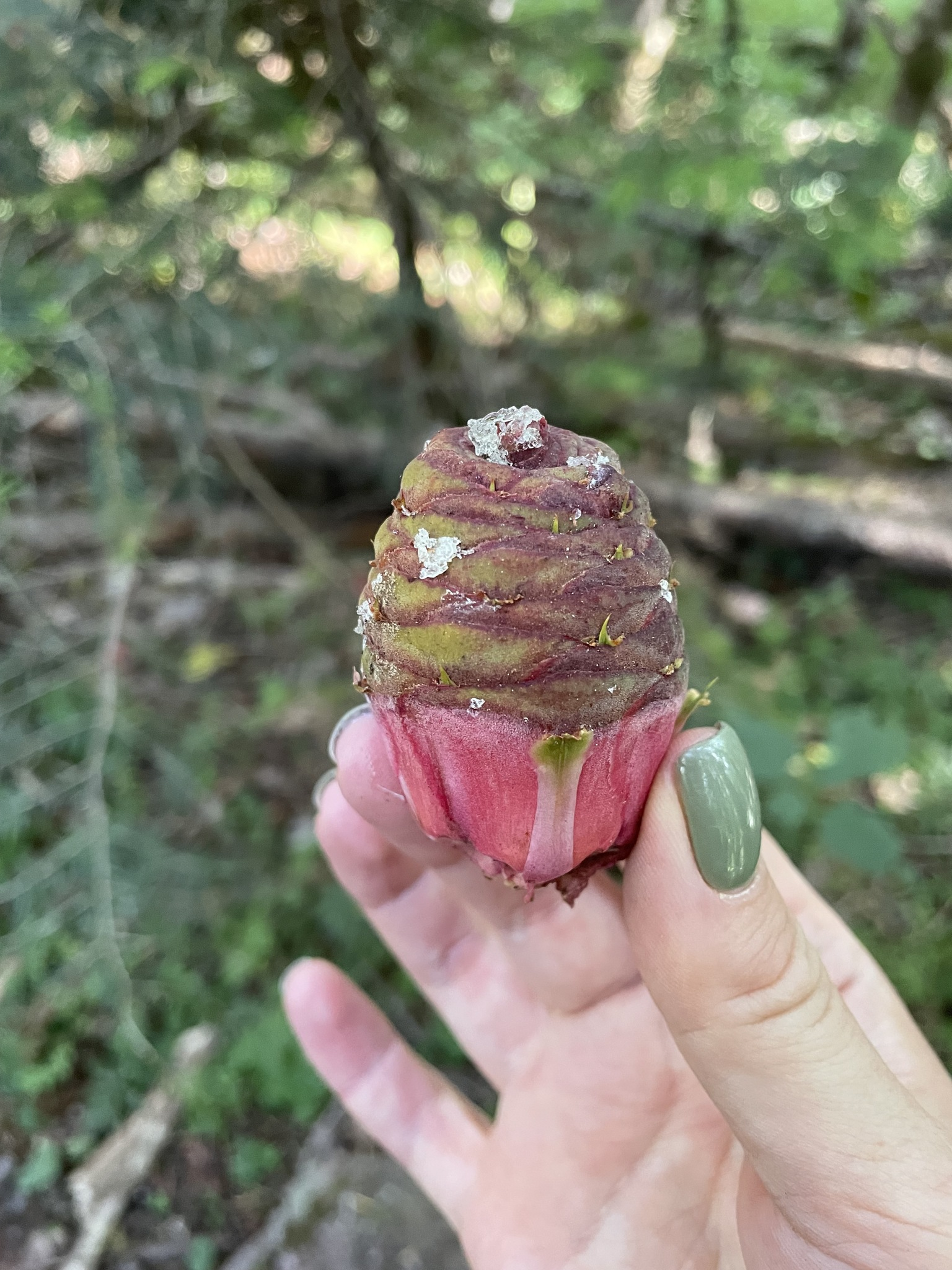
Cône femelle immature.
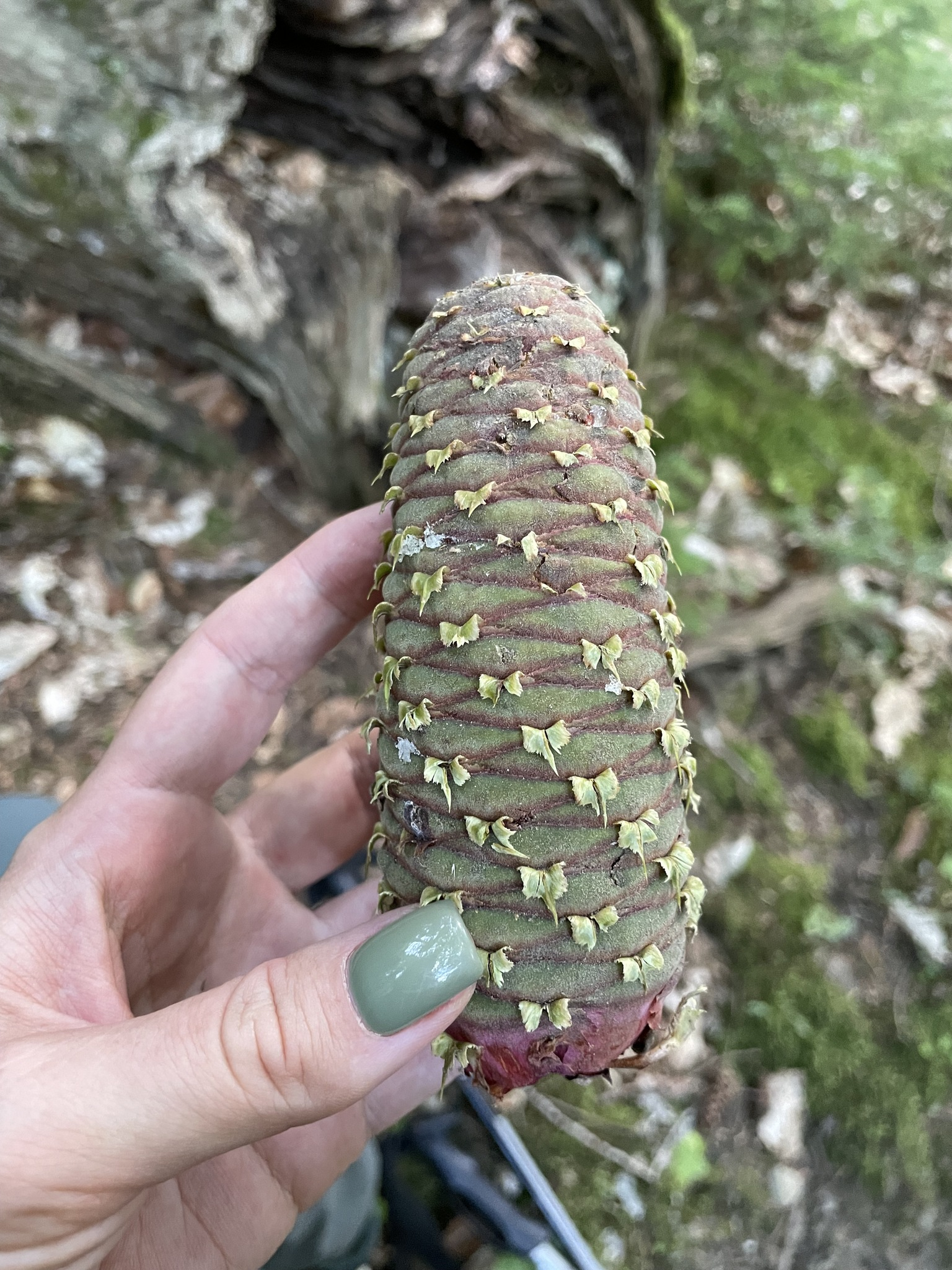
Cône femelle mature.
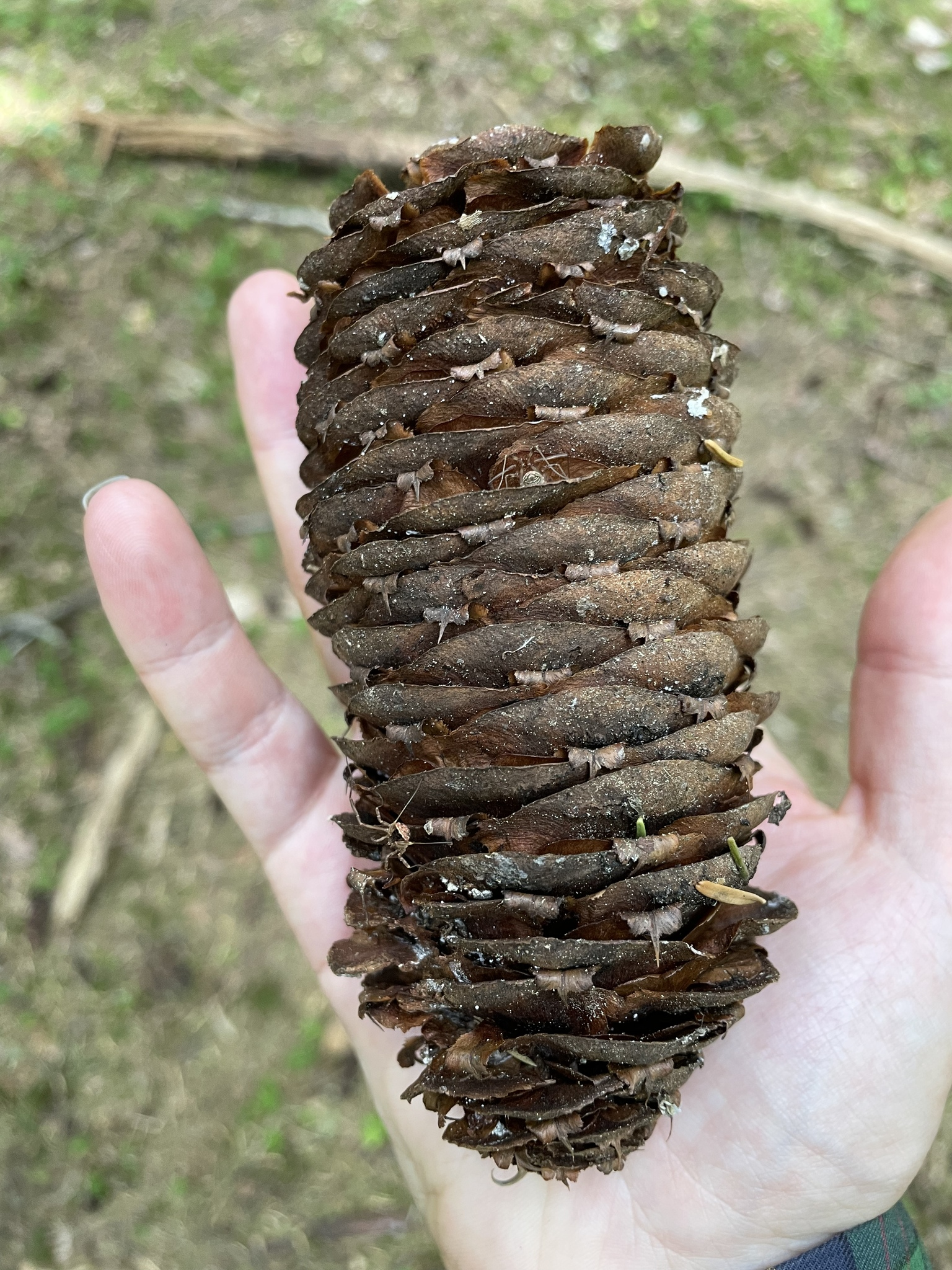
Cône femelle vieillissant.
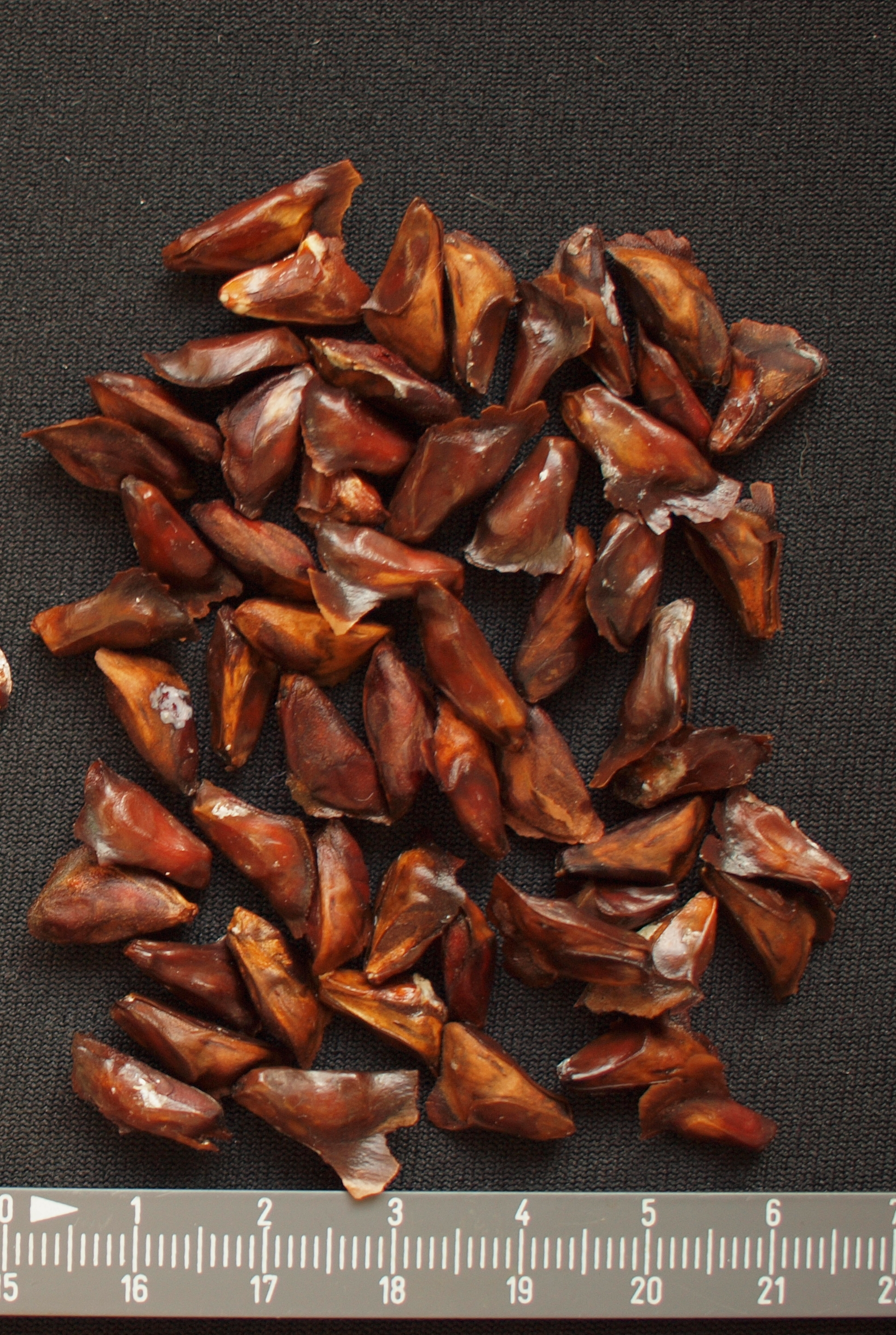
Graines.

## Sous-espèces

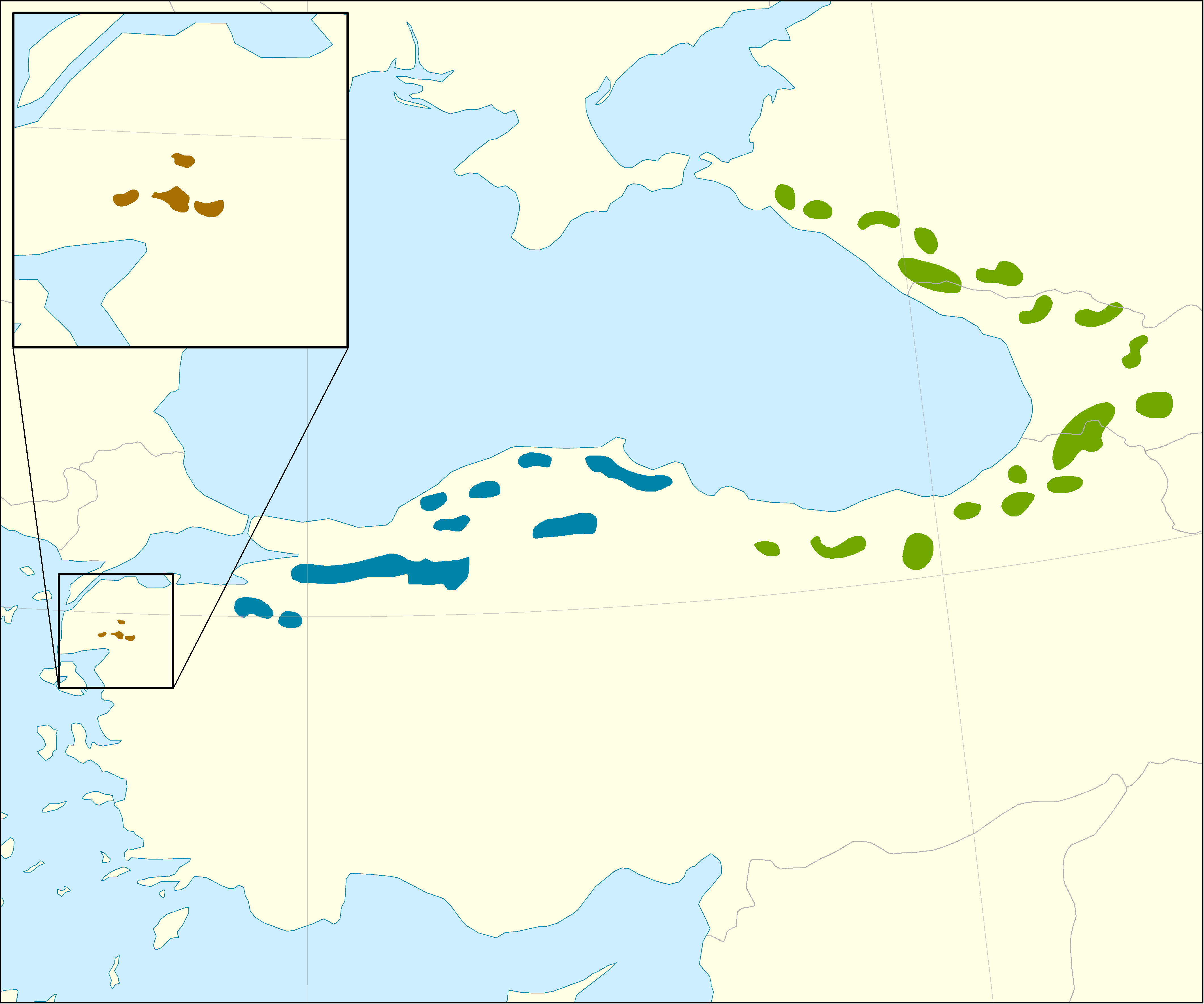
Aire de répartition naturelle d'Abies nordmanniana.
A. n. subsp. nordmanniana
A. n. subsp. equi-trojani
A. n. subsp. bornmuelleriana (statut contesté)

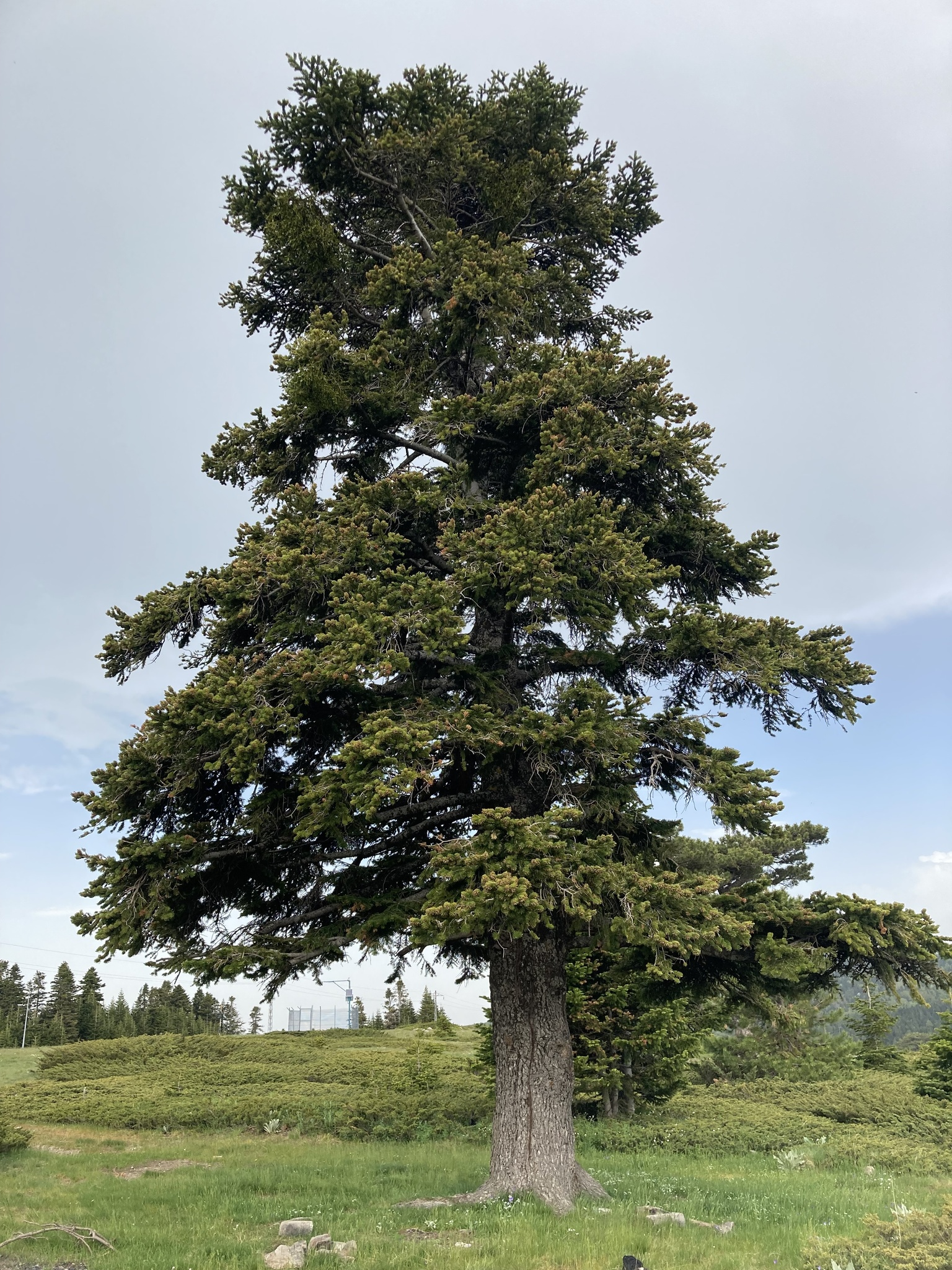
Abies nordmanniana subsp. bornmuelleriana dans le Parc National d'Uludağ au Nord-Ouest de la Turquie.

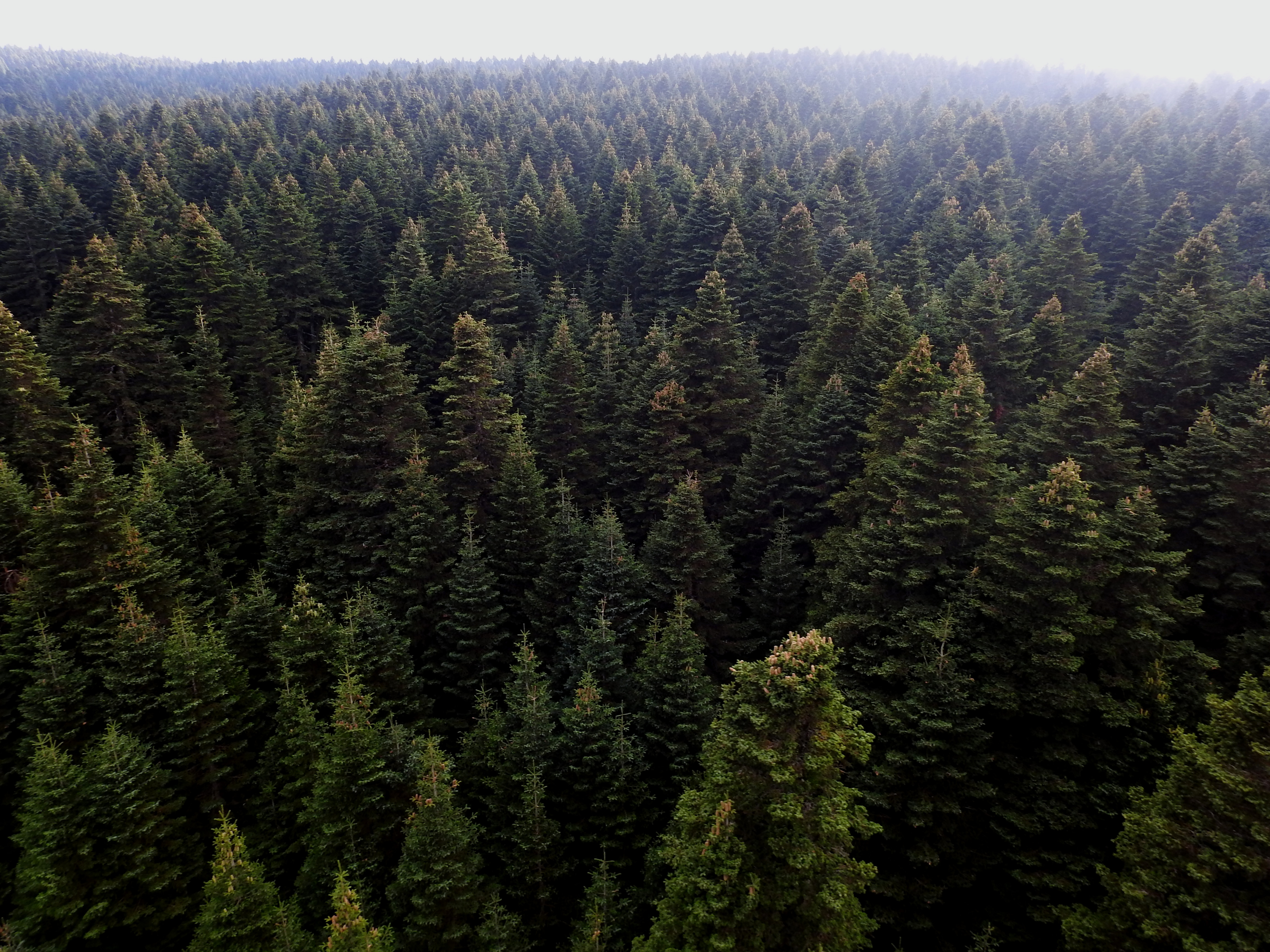
Massif forestier du Caucase composé dAbies nordmanniana subsp. nordmanniana.

Les sapins des côtes turques de la mer Noire sont considérés comme une population différente de la sous-espèce nominale sous le nom A. n. equi-trojani. Elle doit ce nom au mont Ida où elle est présente, la montagne de l' Iliade d'Homère depuis laquelle les dieux observaient parfois les batailles de Troie, l'épithète equi-trojani signifiant du « cheval de Troie ». A. n. equi-trojani se distingue d'A. n. nordmanniana par ses rameaux glabres alors qu'ils sont pubescents chez la sous-espèce nominale et par le revers des aiguilles sans nervure médiane distincte. Les deux sous-espèces se côtoient à l'extrême nord-est de l'Anatolie.
Une autre population, dont l'aire de répartition est cantonnée au nord-ouest de l'Anatolie, est parfois considérée comme une sous-espèce à part entière sous le nom A. n. bornmuelleriana. Elle se différencie de la sous-espèce nominale par ses rameaux brun rougeâtre et ses bourgeons résineux. Mais elle est la plupart du temps synonymisée avec A. n. equi-trojani car leurs différences sont jugées trop subtiles pour être validées,,,.
- Abies nordmanniana (Steven) Spach subsp. nordmanniana, le Sapin de Nordmann à proprement dit, également nommé Sapin du Caucase (sous-espèce nominale)[5],[10].
- Abies nordmanniana (Steven) Spach subsp. equi-trojani (Asch. & Sint. ex Boiss.) Coode & Cullen. (synonymes : Abies bornmuelleriana Mattf., Abies equi-trojani (Asch. & Sint. ex Boiss.)[5],[10] nommée en français Sapin de Turquie[5], Sapin de Bornmüller et Sapin de la mer noire[9].
- Abies nordmanniana (Steven) Spach subsp. bornmuelleriana (Mattf.) Coode & Cullen (statut contesté, synonymisé avec A. n. equi-trojani)[5],[10]

Toutes les espèces euro-méditerranéenes du genre Abies sont très proches génétiquement et peuvent facilement s’hybrider entre elles,
dont le Sapin de Nordmann et ses sous-espèces avec le Sapin d’Espagne, le Sapin de Céphalonie et le Sapin blanc.

## Confusion possible
Le Sapin de Nordmann est très proche du Sapin blanc européen, dont il ne diffère que par quelques caractères secondaires :
- les feuilles en forme d'aiguilles plates, vert foncé, brillantes, également marquées par deux bandes claires de stomates sur leur face inférieure, sont un peu plus longues (2 à 3,5 cm de long pour 2 mm de large). Ces aiguilles ont leur extrémité tronquée ;
- la forme des rameaux est arrondie à cause de la disposition des aiguilles ;
- les cônes sont cylindriques, brun rougeâtre, mesurent 10 à 20 cm de long sur 4 à 5 cm de diamètre, et sont plus arrondis. Comme ceux du Sapin pectiné, ils sont érigés et se désintègrent à maturité sur l'arbre en libérant les graines ailées, celles-ci étant également un peu plus grosses.

## Biologie
Le Sapin de Nordmann est une dryade, c'est-à-dire une essence forestière d'ombre à l'état jeune et à longue durée de vie. Sa croissance initiale est lente et s'accélère avec l'âge. Son débourrage est tardif. Monoïque, il produit des cônes mâles et femelles à la floraison printanière (avril en Europe occidentale) et à la pollinisation anémogame. La dissémination des graines est anémochore. Son enracinement est un pivot puissant,.

## Écologie et répartition

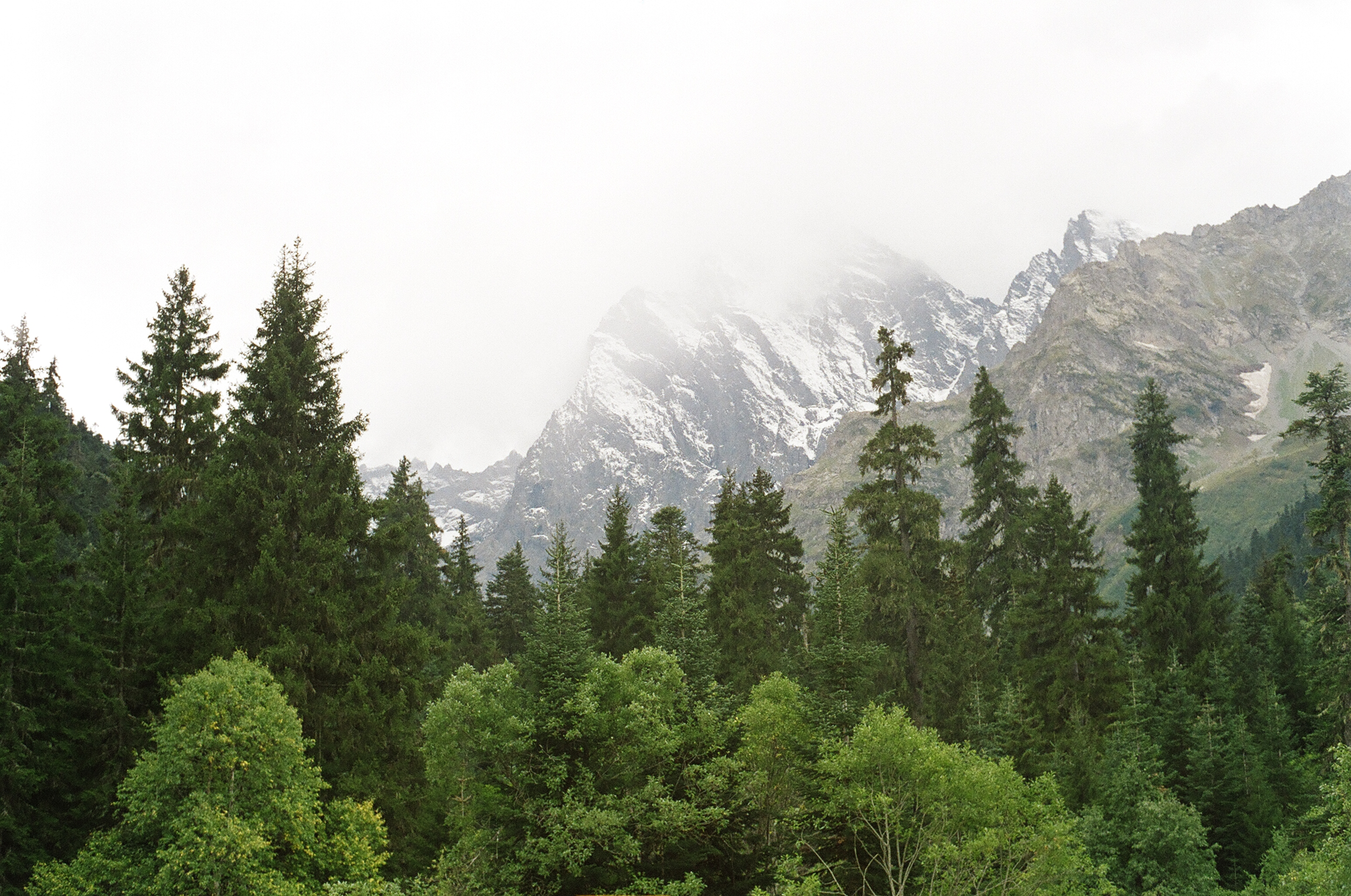
Forêt de Sapin de Nordmann dans le Parc national de la Téberda (Caucase de l'Ouest, Russie).

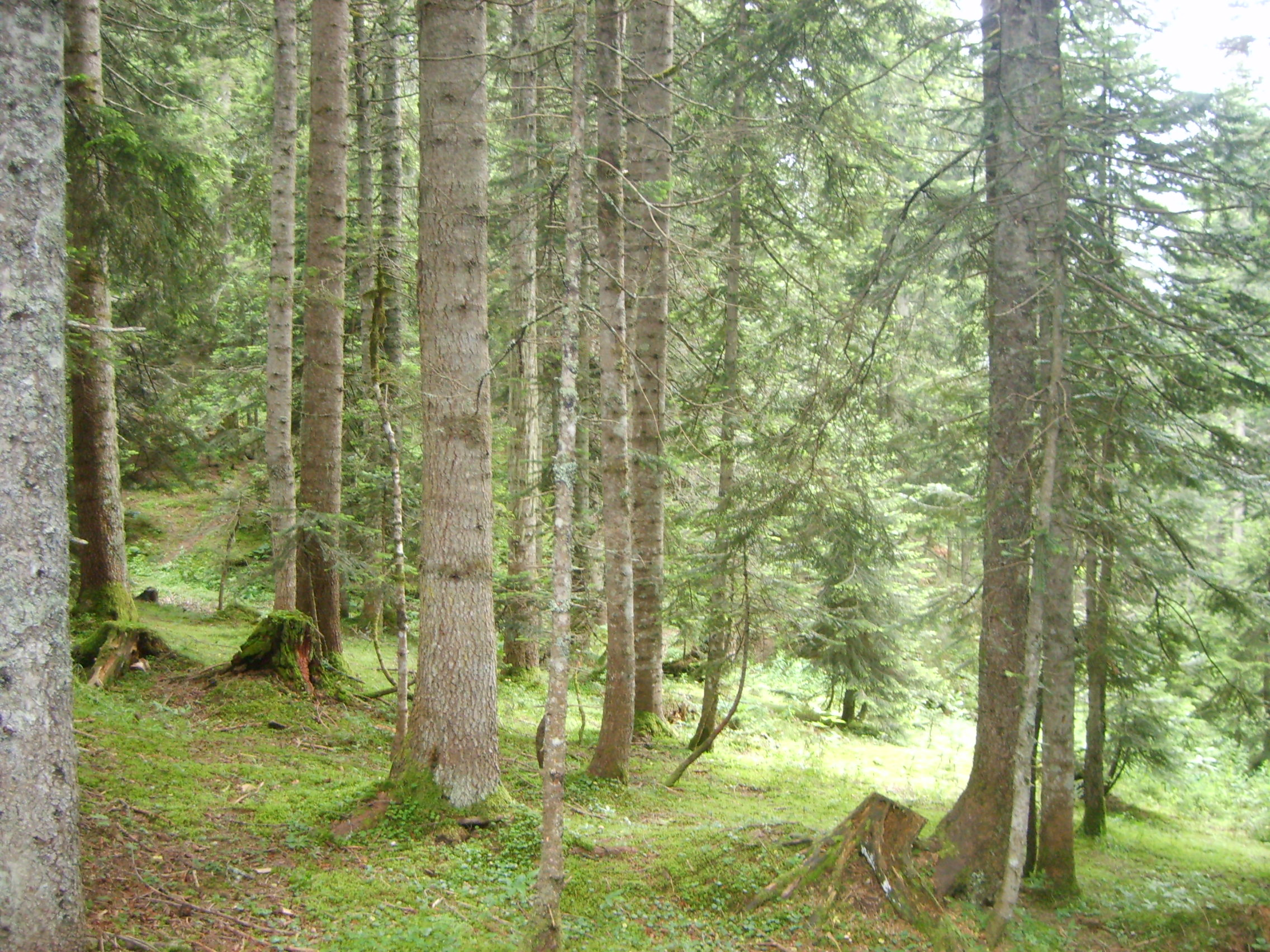
Sous-bois de Sapin de Nordman à Giresun en Turquie.

Le Sapin de Nordmann est indigène des régions tempérées d'Asie occidentale de la région du Caucase en Géorgie, principalement en Transcaucasie, en Russie (Ciscaucasie) et en Arménie, ainsi qu'au sud et au nord de la mer Noire en Crimée et en Turquie où il est courant dans l'Artvin mais rare dans les montagnes anatoliennes,.
Le Sapin de Nordmann est un Sapin de la zone de haute montagne des montagnes autour de la mer Noire orientale, à des altitudes comprises entre 900 et 2 100 m et parfois jusqu'à la limite des arbres, sur des sols dérivés de roches ignées et granitiques. Il est indifférent à la nature chimique du sol et peut aussi pousser sur des sols calcaires, argileux peu compacts voire superficiels. Néanmoins, le sol n'est jamais mouilleux. Le climat y est continental, caractérisé par des étés chauds et des hivers froids, avec des précipitations annuelles élevées, comprises dans les montagnes du Caucase entre 1 000 et 3 000 mm. Il supporte bien la sécheresse,,.

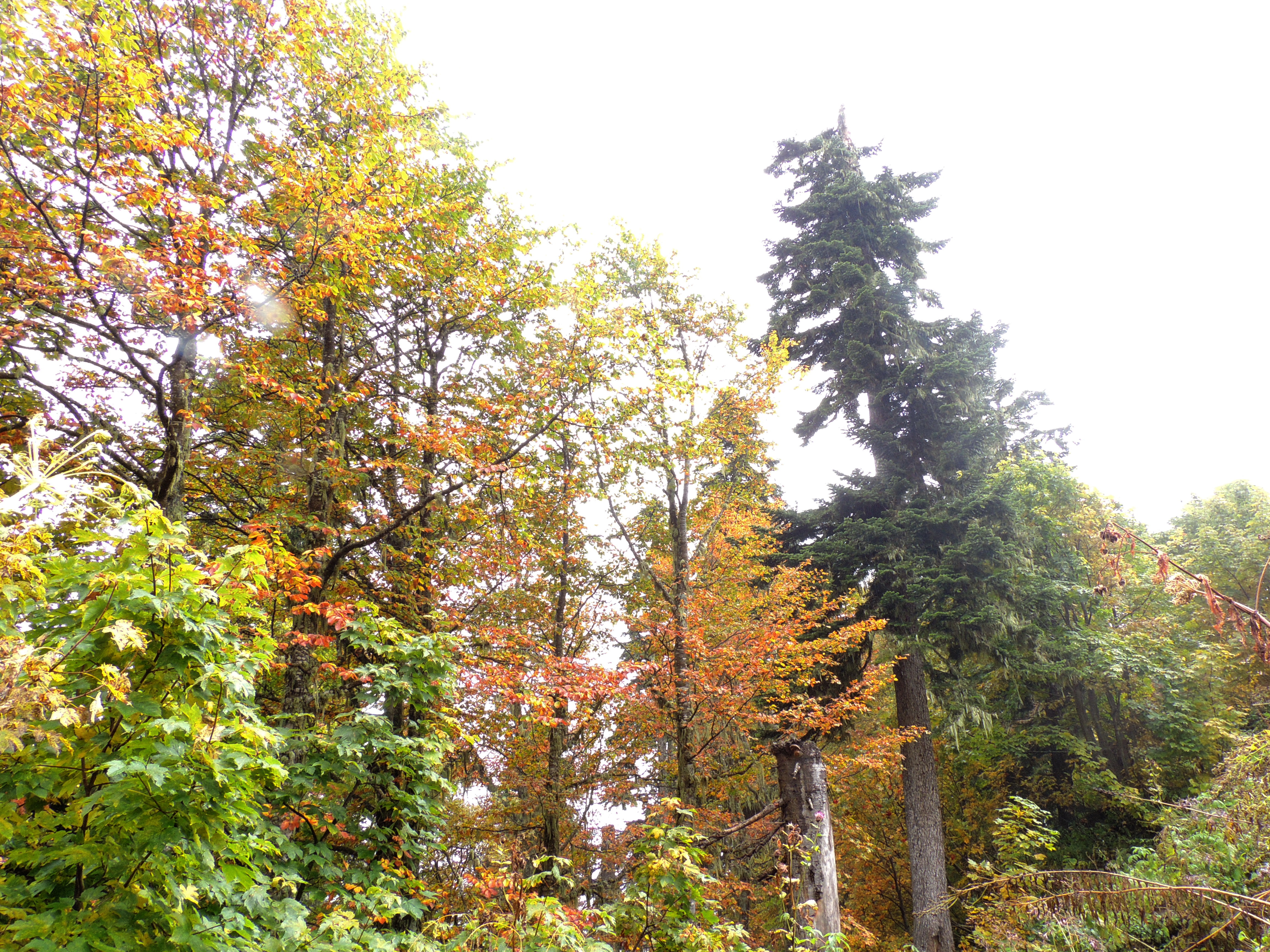
Hêtraie-sapinière caucasienne composée du Hêtre d'Orient et du Sapin de Nordmann.

Cette espèce se trouve soit en peuplements purs, soit en mélange avec l'Épicéa d'Orient et, à des altitudes plus basses, également avec le Pin sylvestre. Elle se fond progressivement dans une forêt de feuillus où se rencontrent le Hêtre d'Orient, l'Érable des Balkans, l'Érable sycomore, le Charme commun, l'Orme de montagne, le Tilleul du Caucase, l'If et le Rhododendron pontique,.
La sous-espèce equi-trojani est plus particulièrement présente dans les montagnes Kaz Dağ et Uludağ dans le nord-ouest de la Turquie en bordure de mer Noire du niveau de la mer jusqu’à 2 000 m d’altitude. Elle forme également de petits peuplements balayés par le vent parmi de vastes tapis de la variété saxatilis du Genévrier commun,. Cette sous-espèce porte une préférence nette pour les sols acides avec une réserve en eau tout en résistant bien aux sécheresses estivales, aux froids hivernaux intenses et aux gels printanniers.

## Maladies et parasites
L'espèce est sensible à différents pourridiés racinaires, notamment au Polypore du pin, un champignon racinaire agent de pourriture du bois de cœur. Elle est également touchée par quelques larves d'insectes qui s'attaquent aux fructifications et réduisent la production de graines. Ce sont principalement les larves de la mouche Cécidomyie Resseliella piceae et de la mouche Lonchaeidae Earomyia impossibilis, mais aussi les chenilles du lépidoptère Dioryctria abietella, les larves de la guêpe Megastigmus strobilobius et celles de la mouche Earomyia grusia.
Depuis 1992, les cultures européennes du Sapin de Nordmann subissent des décolorations et des pertes d'aiguilles dues à des attaques de deux espèces d'acariens erratiques de la famille des Eriophyidae : Nalepella shevtchenkoi et Nalepella danica. Elles vivent sur et sous les aiguilles de cet Abies spécifiquement.

## Usages

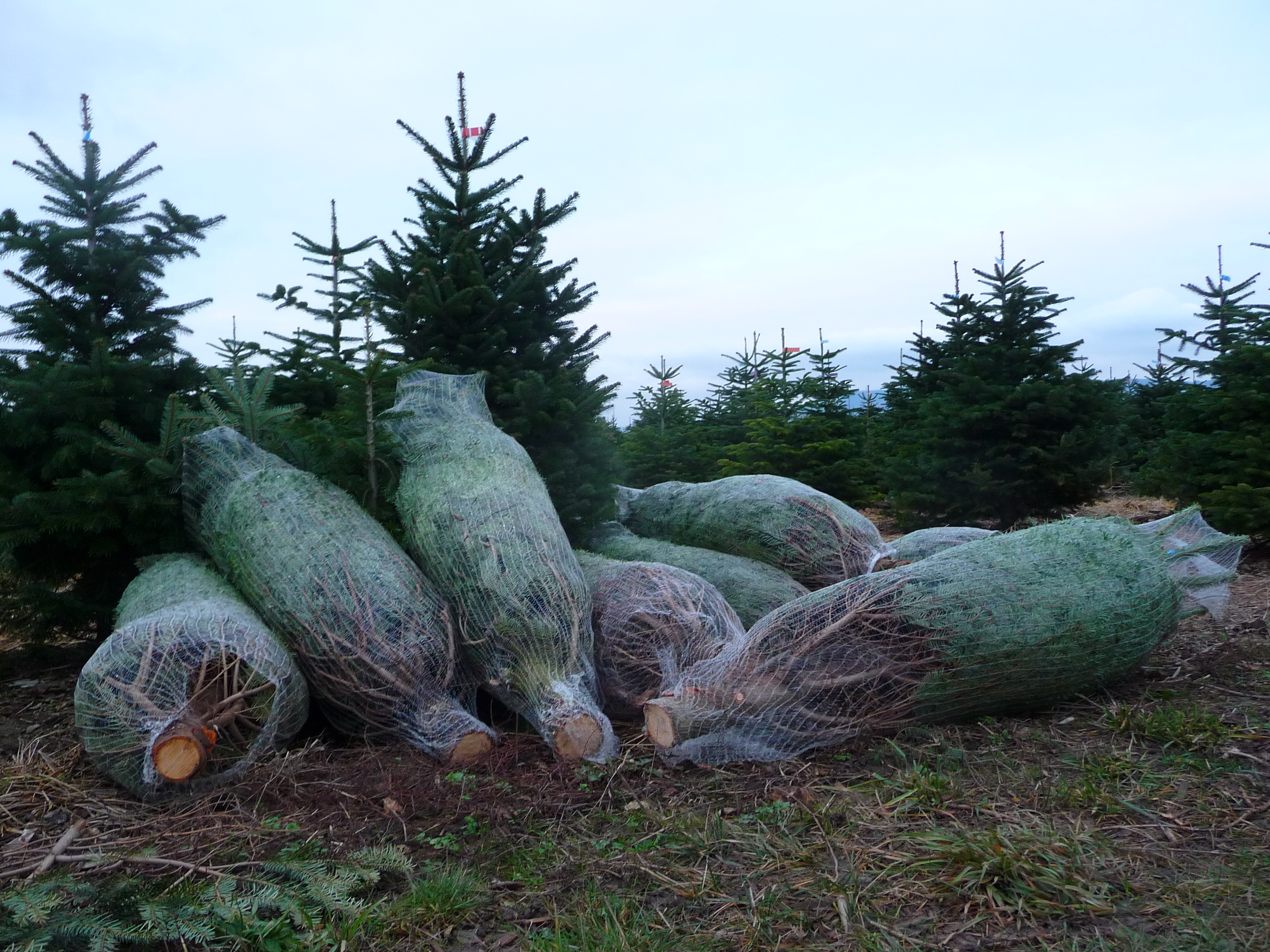
Sapins de Nordmann cultivés pour la production de sapins de Noël.

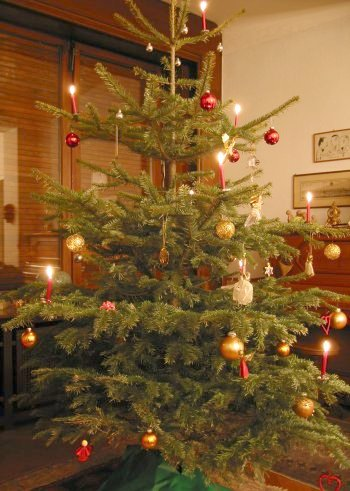
Sapin de Nordmann utilisé comme sapin de Noël.

### Sylviculture
Le Sapin de Nordmann est une essence forestière fournissant une production de bois importante dans l'ouest du Caucase et le nord-est de la Turquie. Son bois est comparable à celui des autres sapins, il est blanc, à fil droit et facile à travailler. On l'utilise en matériaux de construction et pour le placage. Sa densité peut être assez faible. Ce bois est aussi utilisé pour la production de pâte à papier.
En dehors de son aire naturelle, il s'agit également d'une essence de reboisement employée pour sa rusticité. En effet, il est peu sensible aux gelées printanières du fait de son développement tardif et il est résistant à la sécheresse. Il peut remplacer le Sapin blanc et le Pin sylvestre dans les stations thermophiles sèches. L'espèce est notamment plantée dans les plaines et basses montagnes européennes. En France, elle est essentiellement présente dans le sud du pays, principalement dans les hêtraies sèches de l'étage supra-méditerranéen. Dans la perspective d'adapter les peuplements forestiers au changement climatique, la sous-espèce equi-trojani apparaît comme une solution meilleure que la sous-espèce nominale.

### Arbre d'ornement
Cette espèce est introduite en tant qu'arbre d'ornement en Europe à partir du milieu du XIXe siècle par Alexander von Nordmann, qui en fait parvenir les premières graines en 1838,. Elle est depuis appréciée en horticulture dans les parcs publics et les grands jardins pour son port jugé plus décoratif que celui du Sapin blanc en raison de sa forme régulière et de son feuillage dense. Un grand nombre de cultivars sont sélectionnés, avec des couleurs de feuillage variées et des modes de ramification différents, y compris des formes naines et des formes étalées sans pousse principale verticale.

### Sapin de Noël
Le Sapin de Nordmann est particulièrement utilisé en Europe pour la production de sapins de Noël. Contrairement à l'Épicéa commun, il garde longtemps ses aiguilles dans la chaleur des logements, ce qui évite le nettoyage. En outre, celles-ci sont moins piquantes. Il est cependant moins odorant, ce qui peut être considéré comme un défaut et est généralement plus cher.
Le plus gros producteur mondial est le Danemark. En France, en 2010, le Sapin de Nordmann représente 60% des ventes, tout en sachant que près de 80% des sapins vendus sont produits sur le territoire national par environ 800 exploitations agricoles sur 4 800 ha pour un tiers dans le Morvan puis en Bretagne, dans le Limousin, les Vosges et les Alpes du Nord, toutes des régions au sol granitique acide et peu fertile et aux précipitations abondantes. En 2021, l'espèce représente plus de 80% des 6 millions de sapins vendus sur le territoire français.